# Happy Tiger Records
Happy Tiger Records was een onafhankelijk Amerikaans platenlabel, dat popmuziek, (psychedelische) rockmuziek, country en jazz uitbracht. Het was eigendom van vrachtluchtvaartmaatschappij Flying Tiger Line en was actief in de jaren 1969-1971. Het was gevestigd in Los Angeles.
In zijn korte bestaan kwamen op het label 27 albums en talloze singles uit, die werden gedistribueerd door Era Records. Het label bracht met Era Records ook acht albums met goldies uit, met onder meer enkele nummers van de Beach Boys. Happy Tiger's laatste album was een plaat van Mason Proffit, de laatste single een nummer van Richard Berry, het bekend Louie Louie. Enkele lp's werden later opnieuw uitgebracht door Warner Music Group.
Artiesten en groepen die op het label uitkwamen, waren o.a. Count Basie, Dan Terry, Donnie Brooks, Anita Kerr, Red Rhodes, Kay Starr en Them.